# ЧВК «Патриот»
ЧВК «Патриот» — российская частная военная и охранная компания (ЧВОК), которая была развёрнута Россией в ходе российского вторжения в Украину.

## Организация
Patriot работает в тесном сотрудничестве с Министерством обороны России (МО) и Службой военной разведки (ГРУ). Считается, что бывший министр обороны России Сергей Шойгу имеет сильное влияние на компанию.
В отличие от Wagner Group, Patriot при наборе больше ориентируется на опытных солдат с боевым опытом. Наемники также лучше экипированы и обучены. По сообщениям СМИ, члены «Патриота» получают ежемесячную зарплату от 6300 до 15800 долларов США.
После смерти ключевых лиц ЧВК Вагнер, Patriot был назван возможным кандидатом на получение прибыли от сокращения операций Вагнера.

## Военное присутствие
- Сирия: По сообщениям ряда СМИ, члены военной компании проявляют активность в Сирии с весны 2018 года[6][7]. В отличие от группы Вагнера, наёмники-патриоты, как говорят, более активны в сфере личной защиты[8].
- Украина: Считается, что после начала боевых действий на Украине в 2022 году Россия размещает на Донбассе группу наёмников Patriot, а также группу Вагнера. Представитель Вооруженных сил Украины сообщил, что солдаты роты были замечены во время боя под Угледаром[1].
- Йемен: На волне участия Эмиратов в гражданской войне в Йемене ОАЭ обратились к незападным источникам против йеменских братьев-мусульман, поддерживаемых Турцией и Катаром. ОАЭ наняли компанию Patriot для поддержки йеменских сепаратистских сил[1].
- ЦАР: Patriot подала заявку в качестве частной охранной компании на охрану золотых приисков в Центральноафриканской Республике[1]. Однако контракт был заключен с Группой Вагнера[1][3]. По данным телеканала «Дождь», группа наемников также была причастна к убийству трех журналистов, расследовавших тайные поставки российского оружия в африканскую страну[9][10][11].